# Goodell-Gletscher
Der Goodell-Gletscher ist ein 8 km langer Gletscher an der Bryan-Küste des westantarktischen Ellsworthlands. Er fließt von der Fletcher-Halbinsel in östlicher und nördlicher Richtung zum Williams-Eisstrom. 
Das Advisory Committee on Antarctic Names benannte ihn 2003 nach Janice G. Goodell vom United States Geological Survey, die ab den frühen 1990er Jahren dem Projektteam für Gletscherstudien angehörte.